# Мистър и мисис Смит (филм, 2005)
Вижте пояснителната страница за други значения на Мистър и мисис Смит.
Мистър и мисис Смит (на английски: Mr. & Mrs. Smith) е американски филм от 2005 г. с участието на Брад Пит, Анджелина Джоли, Винс Вон, Адам Броуди и др.
 Внимание:  Текстът по-долу разкрива сюжета на произведението (или части от него)!
Романтичен екшън, в който Джон и Джейн Смит са обикновена семейна двойка с обикновен, поизносен брак. Но всеки от тях крие пикантна тайна – всъщност и двамата са легендарни наемни убийци, работещи за конкурентни компании. Когато шокиращата истина излиза наяве, Джон и Джейн се изправят един срещу друг. Двамата най-опитни убийци на света осъзнават, че живеят под един покрив.

## Любопитни факти
Мистър и мисис Смит е филмът, на чиято снимачна площадка се срещат и се влюбват актьорите Брад Пит и Анджелина Джоли. Те имат 3 осиновени и 3 собствени деца.

## Дублажи

### Диема Вижън
Първи дублаж:
| Озвучаващи артисти | Ани Василева Силвия Русинова Георги Георгиев – Гого Димитър Иванчев Петър Чернев |

Втори дублаж (2018 г.):
| Преводач            | Миряна Мезеклиева                                                                                             |
| Тонрежисьор         | Стефан Дучев                                                                                                  |
| Режисьор на дублажа | Димитър Кръстев                                                                                               |
| Озвучаващи артисти  | Даниела Йорданова Христина Ибришимова Елисавета Господинова Васил Бинев Здравко Методиев Георги Георгиев-Гого |

### Андарта Студио (2019 г.)
| Преводач            | Даниела Найденова                                                              |
| Тонрежисьор         | Детелина Ралчевска                                                             |
| Режисьор на дублажа | Чавдар Монов                                                                   |
| Озвучаващи артисти  | Елена Русалиева Нина Гавазова Калин Сърменов Димитър Иванчев Христо Чешмеджиев |